# 栋雷米拉卡讷
栋雷米拉卡讷（法語：Domremy-la-Canne，法語發音：[dɔ̃ʁemi la kan]）是法国默兹省的一个市镇，属于凡尔登区。

## 地理
栋雷米拉卡讷（49°17'50"N, 5°41'36"E）面积3.09 平方千米，位于法国大東部大區默兹省，该省份为法国西北部内陆省份，北与比利时接壤，西接马恩省和阿登省，南至上马恩省和孚日省，东临默尔特-摩泽尔省。
与栋雷米拉卡讷接壤的市镇（或旧市镇、城区）包括：多马里-巴龙库尔、埃通、古兰库尔、斯潘库尔。

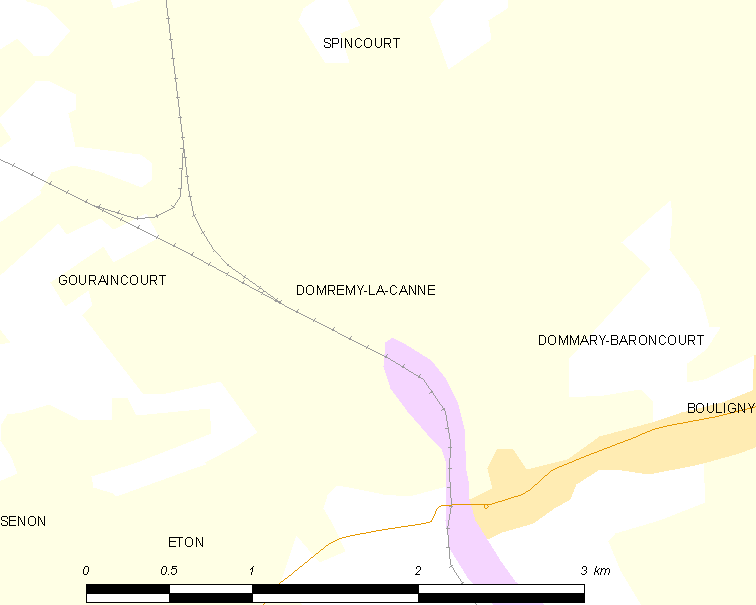
栋雷米拉卡讷的OSM定位图

栋雷米拉卡讷的时区为UTC+01:00、UTC+02:00（夏令时）。

## 行政
栋雷米拉卡讷的邮政编码为55240，INSEE市镇编码为55162。

## 政治
栋雷米拉卡讷所属的省级选区为布利尼县。

## 人口

1962-2008年间栋雷米拉卡讷人口变化图示

栋雷米拉卡讷于2022年1月1日时的人口数量为28人。